# Los gauchos judíos (película)
Los gauchos judíos es una película argentina histórica-dramática de 1974 dirigida por Juan José Jusid y escrita por Ana María Gerchunoff, Jorge Goldenberg y Oscar Viale, según el libro homónimo de Alberto Gerchunoff. Es potagonizada por Pepe Soriano, Dora Baret, Víctor Laplace, Jorge Barreiro, Luisina Brando, María José Demare, Ignacio Finder, Golde Flami, Maurice Jouvet, Raúl Lavié, Oscar Viale y China Zorrilla. También contó con las actuaciones especiales de María Rosa Gallo, Osvaldo Terranova y Ginamaría Hidalgo. Su temática se centra en la inmigración judía a la provincia de Entre Ríos en Argentina.
Fue producida por Leopoldo Torre Nilsson, con música y canciones de Gustavo Beytelman y fotografía de Juan Carlos Desanzo. Se estrenó el 22 de mayo de 1975 en Argentina, en 1976 en Nueva York y en 1980 en Alemania.

## Reparto
Intervinieron en el filme los siguientes intérpretes:

### Protagonistas
- Pepe Soriano
- Dora Baret
- Víctor Laplace

### Elenco Protagónico
- Jorge Barreiro
- Luisina Brando
- María José Demare
- Ignacio Finder
- Golde Flami
- Marta Gam
- Adrián Ghio
- Zelmar Gueñol
- Maurice Jouvet
- Raúl Lavié
- Luis Politti
- Oscar Viale
- China Zorrilla
- María Rosa Gallo
- Alfredo Hector Rodríguez

### Elenco Principal
- Martín Adjemián
- Max Berliner
- Carlota Bonnefoux
- Franklin Caicedo
- Berta Drechsler
- Pacheco Fernández
- Zulema Katz
- Augusto Kretschmar
- Claudio Lucero
- Gustavo Luppi
- Arturo Maly
- Víctor Manso
- Guillermo Marín
- Matilde Mur
- Ada Nocetti
- Motel Radich
- Eduardo Ruderman
- Leopoldo Verona
- Boneco de Lolo
- Paulino Andrada
- Juan Carlos Gianuzzi
- Héctor Bidonde
- Salo Pasik
- Jorge Sassi
- Miguel Guerberof
- Divina Gloria
- Los hermanos Barrios
- Los hermanos Cuestas
- Alfredo Zitarrosa